# Schloss Rupprechtsreuth

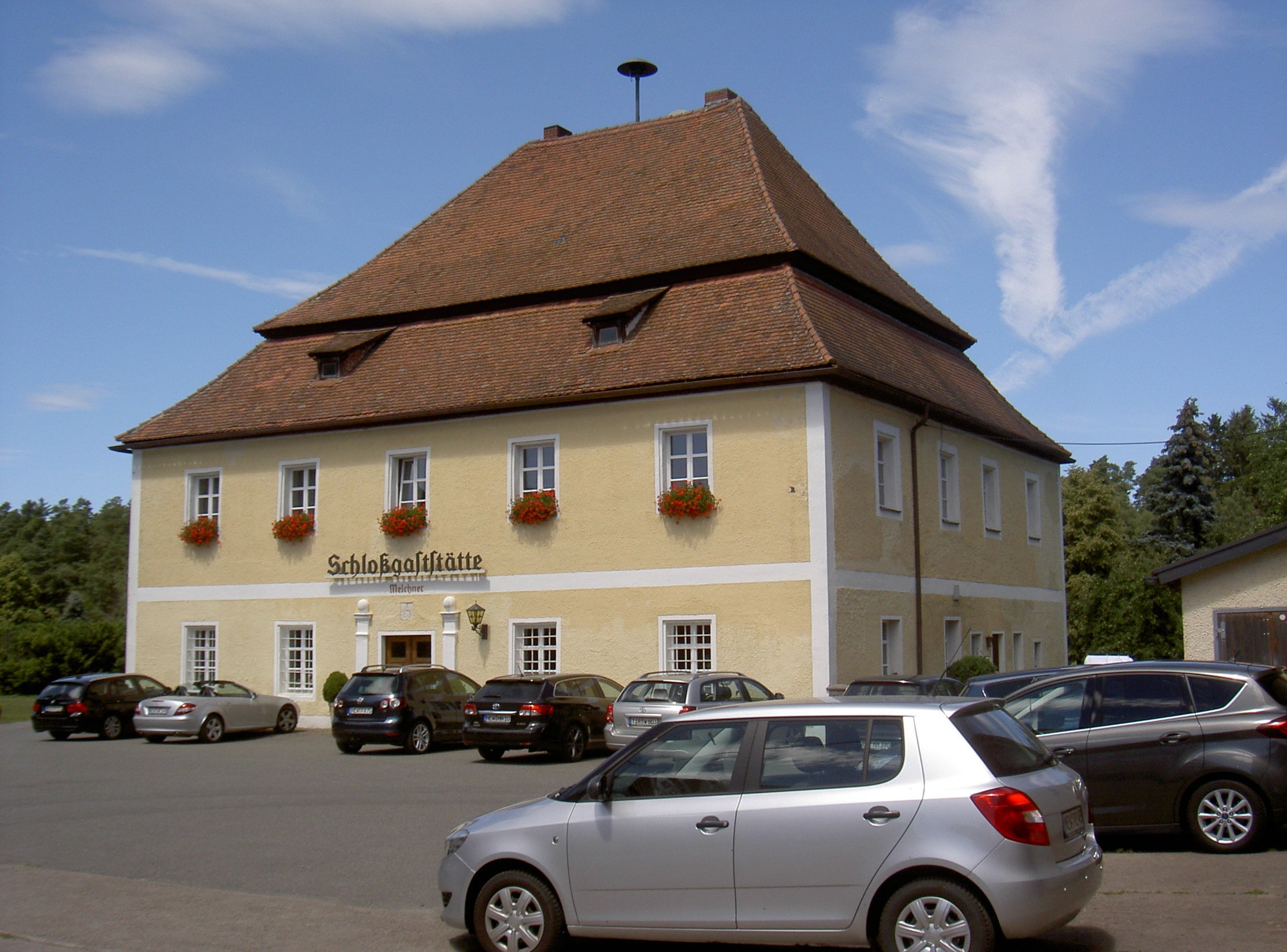
Schloss Rupprechtsreuth heute

Das Schloss Rupprechtsreuth befindet sich in dem Gemeindeteil Rupprechtsreuth des oberpfälzischen Marktes Mantel; das ehemalige Schloss wird heute als Gaststätte genutzt. Die Anlage ist unter der Aktennummer D-3-74-134-17 als denkmalgeschütztes Baudenkmal von Rupprechtsreuth verzeichnet. Ebenso wird sie als Bodendenkmal unter der Aktennummer D-3-6338-0022 im Bayernatlas als „archäologische Befunde des Mittelalters und der frühen Neuzeit im Bereich des ehem. Schlosses in Rupprechtsreuth, darunter die Spuren von Vorgängerbauten bzw. älterer Bauphasen“ geführt.

## Geschichte
In den von 1416  bzw. 1440 stammenden Salbüchern des Gemeinschaftsamtes Parkstein-Weiden ist der Edelmann „Hans Weniger“ verzeichnet. Am 12. April 1455 empfingen Wolfgang Erlbeck und seine Gattin den Sitz Rupprechtsreuth als Teil der Burghutgüter von Parkstein als Lehen. Daneben hatten Wilhelm und Hans die Mendel in der Herrschaft Parkstein eine Forsthube, die zu ihrem Sitz von Rupprechtsreuth gehörte. Zu den Lehenspflichten zählte die Stellung eines Pferdes im Kriegsfall. In den Lehensurkunden des 16. Jahrhunderts ist für die Mendels stets nur ein „Hof zu Rupprechtsreuth“ angegeben. Am 7. Januar 1510 stellte Georg Mendel von Steinfels und kurz darauf Hans Mendel einen Lehensrevers für Rupprechtsreuth aus. 1521 wurde „Jörg Mendel zu Rupprechtsreuth“ unter den sulzbachischen Landsassen im Amt Parkstein-Weiden genannt und 1525 sein Erben. Am 15. Juli 1529 stellte die Witwe Margaretha Mendel einen vormundschaftlichen Lehensrevers für ihren Sohn Kunz Mendel aus. Danach heiratete die Witwe den Christoph Raiser, der am 3. September 1538 als ihr Lehensträger und am 30. April 1543 als Lehensträger seiner drei Kinder  Hans Martin, Anna und Sabina erschien. In den Aufzeichnungen der Jungen Pfalz ist von 1532 bis 1566 „Christoph Raiser“ eingetragen. Sein Sohn Hans Martin stellte erstmals am 24. Januar 1562 einen Lehensrevers für sich und seine beiden Schwestern aus. Im Landsassenverzeichnis von 1589 wird sein Sohn „Christoff Raiser“ als Nachfolger genannt. Er empfing Rupprechtsreuth als Mann- und Weiberlehen. Auch nach dem Tod des Pfalzgrafen Wolfgang wurde ihm Rupprechtsreuth am 28. Juni 1599, allerdings nach nachdrücklicher Aufforderung zur Erbhuldigung zu erscheinen, verliehen. Wegen der erlittenen Schäden durch den Dreißigjährigen Krieg und um „nicht gar in meinem alter neben meinem gleichfalls verlebten weibe am äußersten bettelstab zu geraten“ bat er um Zustimmung, Ruppersreuth an seinen Schwiegersohn Thomas Wilhelm von Sazenhofen verkaufen zu dürfen. Dahinter stand aber noch ein anderes Problem, das Landsassengut war nämlich 1629 beschlagnahmt worden und Hans Christoff Raiser war als Protestant in das brandenburgische Neustadt am Kulm emigriert, dort starb er aber alsbald am 5. Juni 1629. Der Vizekanzler im Fürstentum Neuburg, Simon von Labrique,  übertrug Rupprechtsreuth mit allen Pertinenzen befristet für drei Jahre an Thomas von Sazenhofen. Rupprechtsreuth war zwischenzeitlich durch den Krieg weiter verwüstet und seine Bauern vertrieben oder getötet worden. 1637 interessierte sich Johann Seyler, Hauptmann aus dem churfürstlichen Trier, für das heruntergekommene Landsassengut. Dies wurde ihm zugestanden, nachdem der vorherige Besitzer und andere Verwandte des Hans Christoff Raiser kein Interesse an einem Kauf hatten. Der Käufer bezahlte aber nur die erste Kaufrate in der Höhe von 500 fl und trug dann verschiedene Beschwerden wegen des Zustandes von Rupprechtsreuth vor, um sich der weiteren Verpflichtungen zu entziehen; im Zuge der Auseinandersetzungen begab er sich dann nach Böhmen und ließ nichts mehr von sich hören.
Am 5. April 1656 erwarb Georg Andreas von Ehrenstein, seit 1651 Landrichter und Pfleger im Amt Parkstein das Landsassengut zusammen mit der Ödung Weißenstein. Auf ihn folgte aus Altersgründen 1681 sein Sohn August von Ehrenstein und 1701 sein Sohn Georg Christof. Dieser weigerte sich, die vereinbaren Zahlungen an die Eltern zu leisten, sodass das Gut zunehmend in Schwierigkeiten geriet und 1724 versteigert werden musste. Aus der Gantmasse ersteigerte Johann Adam Junker von Oberkunreuth das Gut und legte 1725 seine Landsassenpflicht ab. Auf ihn folgte sein Sohn Freiherr Josef von Junker, der spätere Oberforstmeister für den Waldbezirk Nordgau. Nach dessen Tod († 1742) wurde das Gut von seiner Witwe, eine geborene Sazenhoferin, verwaltet und ging 1759 an Moritz von Junker über. 1814 übernahm sein Sohn Christoph von Junker den Besitz. Um 1800 bestand das gutsherrliche Dorf aus dem Schloss, 20 Häusern und 106 Einwohnern.
1814 wurde Rupprechtsreuth in das Königreich Bayern überführt und dort ein Patrimonialgericht zweiter Klasse gebildet. Die Landgemeinde Rupprechtsreuth wurde 1838 in das Landgericht älterer Ordnung Weiden eingegliedert. Die Patrimonialgerichtsbarkeit wurde in Bayern 1848 aufgehoben. Die Eingemeindung nach Mantel erfolgte 1946.

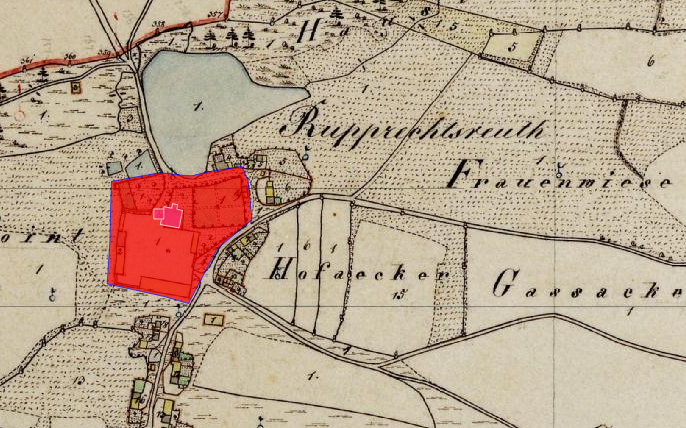
Lageplan von Schloss Rupprechtsreuth auf dem Urkataster von Bayern

## Baulichkeit
Das Gebäude des ehemaligen Landsassenguts steht neben dem Dorfweiher und ist der markanteste Bau von Rupprechtsreuth. Der jetzige Bau geht auf die Zeit um die erste Hälfte des 18. Jahrhunderts zurück. Oberhalb des Portals ist ein Wappenstein eingemauert und die Jahreszahl 1725. Das Haus besitzt ein markantes Mansardendach; in dem Gebäude ist heute eine Gastwirtschaft untergebracht.

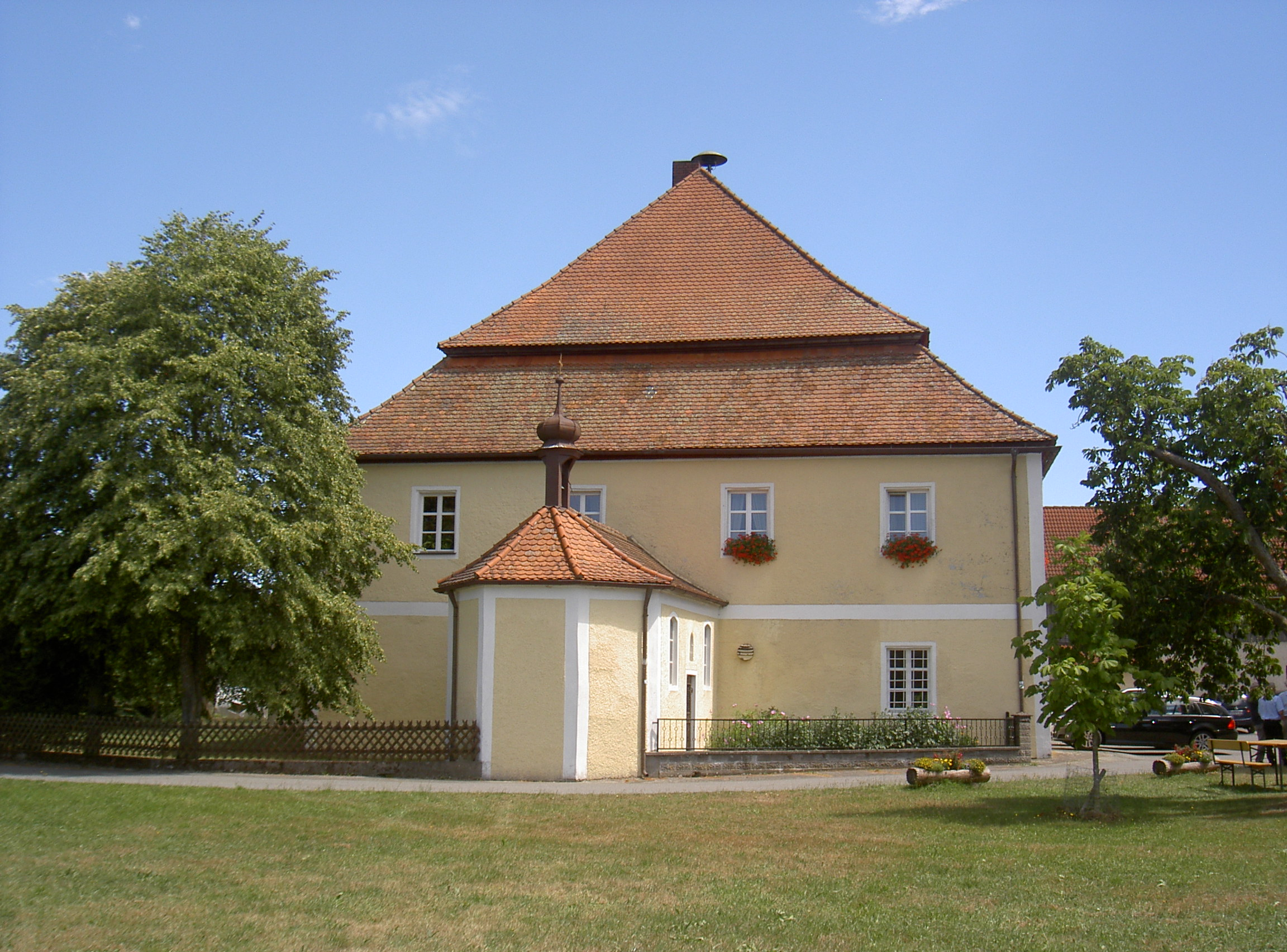
Schlosskapelle St. Barbara von Schloss Rupprechtsreuth

An der Westseite des Schlossgebäudes befindet sich die römisch-katholische Kapelle St. Barbara, die 1757 von den Freiherrn von Junker errichtet wurde. Sie gehört heute zur Pfarrei Neunkirchen an der Waldnaab. Die Kapelle wurde 1775 benefiziert. Sie besitzt einen dreiseitig geschlossenen Chor mit einer Flachdecke und ist mit einem Rokokoaltar ausgestattet. Das Altarbild zeigt die Hinrichtung der Barbara mit dem Schwert. Das Herrschaftsoratorium befindet sich an der Ostseite. Auf dem Dach ist ein Dachreiter in Zwiebelform angebracht, in dem die Kirchenglocke hängt. Die Kapelle wurde unter Mitwirkung des Kirchenmalers Franz Weber aus Amberg aktuell renoviert.